# 18世紀フリーメイソンの音楽集
『18世紀フリーメイソンの音楽集』（18せいきフリーメイソンのおんがくしゅう、仏題: Musiques Rituelles Maçonniques du XVIIIe siècle、英題: Ritual Music of the XVIIIth C Freemasons、Eighteenth-Century Masonic Religious Music）は、フランスのレコードレーベルアリオンが1970年に発行した音楽アルバムである。18世紀の作曲家がフリーメイソンのために作曲した作品が収録されているこのアルバムは1970年の発売当時に話題の演奏であった。レ・ミュジシャン・ドゥ・パリ他、演奏。フリーメイソン音楽のアルバム等をいくつか出している音楽家ロジェ・コット（Roger Cotte）による監修。フランスのフリーメイソン団体「フランス・グランドロッジ」（GLDF）が制作を後援し、当時「フランス・グランドロッジ」のグランドマスターを務めていたピエール・シモン（Pierre Simon）が直筆のメッセージを寄せた。
1990年リリースのCDアルバム（品番 ARN68134）ではモーツァルトのドイツ語小カンタータ『無限なる宇宙の創造者を崇敬する汝らが』K.619（Petite cantate allemande "die ihr des unermesslichen weltalls schöpfer ehrt",  K. 619）が追加されている。
『Freemasons For Dummies』の著者でスコティッシュ・ライト第33階級フリーメイソンのクリストファー・ホダップ（Christopher L. Hodapp、2005年初版当時32階級）が2011年にブログでこのアルバムを紹介した。

## 収録曲
A面
- フランソワ・ジルースト (François Giroust) : LE DELUGE Rituel maçonnique funèbre (大洪水) - 23:40

B面
- モーツァルト : Trois Chants Maçonniques - 6:31
 a) Gesellen Reise (結社員の旅) K. 468
 b) Zum Schluss der Loge[* 7] (みんなで腕を組み合おう) K. Anh 623
 c) O Heiliges Band (おお、聖なる絆) K. 148
- モーツァルト : Cantate : Dir Seele des Weltalls (カンタータ『汝、宇宙の魂に』) K. 429 air du ténor - 4:15
- ベートーヴェン : Marche maçonnique[* 8] (行進曲変ロ長調) WoO.29 - 1:20
- ベートーヴェン : Opferlied (奉献歌) WoO.126 - 2:40
- フリードリヒ・ハインリヒ・ヒンメル (Friedrich Heinrich Himmel) : Maurerlied - en l'honneur du Roi Frédéric-Guillaume III de Prusse  - 2:10
- アンリ＝ジョセフ・タスカン (Henri-Joseph Taskin) : Marche maçonnique funèbre  - 2:15

## 参加者
A面
- バス : René Terrasson
- テノール : Pierre Gianotti、Schuyler Hamilton
- 語り (récitant) : André Lacombe
- Les Chantres de la Tradition
- Les Musiciens de Paris
- Groupement rituel d'instruments à vent
- Transcription et révision de Roger et Françoise Cotte
- Édition réalisée sous les auspices de la Grande Loge de France
- 監修 (Direction musicale) : Roger Cotte

B面
- バス : René Terrasson
- テノール : Schuyler Hamilton
- Les Chantres de la Tradition
- ピアノ (フォルテ) : Jean Ver Hasselt
- Les Musiciens de Paris
- Groupement rituel d'instruments à vent
- Transcription et révision de Roger et Françoise Cotte
- 監修 (Direction musicale) : Roger Cotte

## アルバム収録の作曲家たちとフリーメイソンリー
- フランソワ・ジルースト : 1777年、パリのフリーメイソンロッジ「Saint-Louis de la Martinique」でフリーメイソンリーに入会し、1784年から1785年頃、「Orient de la Cour」傘下のフリーメイソンロッジ「Le Patriotisme」のフリーメイソン会員になった[2]。「Orient de la Cour」系列ロッジには多くの音楽家が所属していた[3]。
- モーツァルト : 1784年12月14日フリーメイソンロッジ「慈善（Zur Wohltatigkeit）」で入会[4]。詳細は「Mozart and Freemasonry (英語版wikipedia)」を参照。
- ベートーヴェン : 音楽作品、手紙、交友関係などにフリーメイソンとの関わりが見られるが、ベートーヴェンがフリーメイソンであったという決定的な証拠はない[5]。ベートーヴェンとフリーメイソンに関する詳細は「フリーメイソン#人物 : ルートヴィヒ・ヴァン・ベートーヴェン」を参照。
- フリードリヒ・ハインリヒ・ヒンメル : フリーメイソン[6][7]。
- アンリ＝ジョセフ・タスカン : フリーメイソン[8]。